# Michele Coiro
Michele Coiro (Pignola, 18 settembre 1925 – Roma, 23 giugno 1997) è stato un magistrato italiano.

## Biografia

### La carriera in magistratura
Entrato in magistratura nel 1950, nel 1957 inizia a svolgere a Roma le funzioni di pretore, penale e poi civile; quindi diviene sostituto procuratore, giudice e presidente di sezione del Tribunale capitolino.
Dal 1976 al 1980 è componente del Consiglio superiore della magistratura, eletto nelle liste di Magistratura democratica. Nel 1984 viene nominato procuratore aggiunto e, successivamente, capo della Direzione distrettuale antimafia di Roma.
Nel 1994 diventa procuratore capo della Procura di Roma, dopo l'annullamento, da parte del Consiglio di Stato, della nomina di Vittorio Mele. Coiro introduce il principio dell'assegnazione automatica dei fascicoli ai singoli magistrati in luogo di quello dell'assegnazione personale-discrezionale.
Nel corso del suo incarico, la Procura emette 1.720 richieste di rinvio a giudizio per delitti contro la pubblica amministrazione. Il 22 marzo 1996, dopo la presentazione di una memoria da parte di Mariangela Gritta Grainer, assegna a Giuseppe Pititto la titolarità dell'inchiesta sull'omicidio Alpi-Hrovatin (senza tuttavia un provvedimento formale di sottrazione delle indagini nei confronti di Andrea De Gasperis); Pititto riuscirà ad acquisire elementi rilevanti ai fini investigativi.

### Il procedimento disciplinare dinanzi al CSM e il caso Squillante
Nel 1996, il CSM avvia nei confronti del magistrato un procedimento disciplinare. Tre i fatti contestati nel capo di incolpazione.
- Coiro si sarebbe indebitamente interessato alle indagini svolte dalla procura di Milano nei confronti di Renato Squillante, allora capo della sezione GIP del Tribunale di Roma.

Il 21 gennaio 1996, in un bar nelle vicinanze del tribunale, era stata ritrovata una microspia, collocata all'interno di un posacenere. Nella circostanza, erano presenti Squillante, il GIP Augusta Iannini (moglie di Bruno Vespa), il PM Roberto Napolitano e l'avvocato Vittorio Virga (legale di Paolo Berlusconi), cui si aggiunsero Orazio Savia, procuratore di Cassino, e l'avvocato Attilio Pacifico. A seguito della denuncia presentata dal proprietario del locale, Coiro aveva aperto un procedimento penale a carico di ignoti, ipotizzando che fossero stati abusivamente installati sistemi di intercettazione (in precedenza, era stato manomesso il telefono di servizio del PM Pietro Giordano, titolare, tra le altre, dell'inchiesta Secit/Enimont).
In tale contesto, Coiro aveva effettuato un interpello presso altri uffici giudiziari, onde verificare se questi avessero disposto operazioni di intercettazione; a tal fine, inoltre, egli aveva contattato il capo della Criminapol, Gianni De Gennaro, il quale gli riferì che l'intercettazione ambientale era stata disposta dal proprio ufficio, ma di non poter fornire alcuna informazione per non violare il segreto investigativo. Peraltro, poiché la procura di Milano, a differenza di altri uffici, non aveva dato seguito all'interpello, Coiro si era rivolto, in via del tutto informale, al procuratore capo di Milano, Francesco Saverio Borrelli, nonché al sostituto Francesco Greco.
Le iniziative assunte dal procuratore erano state pressoché concordate col giudice Squillante, il quale, in svariate occasioni, si era rivolto a Coiro per conoscere gli sviluppi della vicenda, come poi sarebbe risultato dalle intercettazioni telefoniche disposte nei confronti dell'allora GIP. Solo in un secondo momento, tuttavia, emerse che l'intercettazione ambientale effettuata all'interno del bar era stata disposta dalla procura di Milano per fatti di corruzione che vedevano proprio Squillante come indagato: Coiro non aveva cercato di ottenere notizie riservate, né esercitato in alcun modo pressioni sui colleghi milanesi per favorire l'allora capo dei GIP.
- Nel 1995, Coiro avrebbe espresso al Comandante generale dei Carabinieri, Luigi Federici, la sua sfiducia nei confronti di un maggiore del ROS, Enrico Cataldi, suggerendone il trasferimento.

Nel 1985, Cataldi si era occupato di un pentito della banda della Magliana, Alfredo Massetti, il quale aveva falsamente accusato Coiro di aver ricevuto 50 milioni per insabbiare un'indagine. Nel 1993, inoltre, nel corso dell'inchiesta sui fondi neri del SISDE, uno degli indagati, Rosa Maria Sorrentino, in sede di interrogatorio aveva asserito che Cataldi l'avrebbe sollecitata a coinvolgere nell'inchiesta lo stesso titolare delle indagini, ossia il PM Antonino Vinci, nonché l'allora capo del SISDE Angelo Finocchiaro, il capo della polizia Vincenzo Parisi e il ministro dell'interno Nicola Mancino; il fatto, tuttavia, non aveva trovato alcun riscontro e i successivi accertamenti avevano escluso qualsiasi addebito a carico dell'ufficiale dell'Arma.
Lo stesso Vinci, peraltro, nel febbraio 1998 sarebbe stato condannato dal GIP di Perugia a un anno e quattro mesi di reclusione per corruzione in atti giudiziari, in concorso con l'imprenditore Pietro Mezzaroma e l'avvocato Edoardo Marotta, a seguito dell'inchiesta palazzi d'oro; inoltre era stato indicato da Dario Barbato, ex amministratore delegato della Safim leasing (gruppo EFIM), come il destinatario di una tangente di 400 milioni per bloccare l'inchiesta Italsanità (ma, nel corso di un'intercettazione disposta nei confronti di Barbato, Giovanni Lombardi Stronati gli aveva riferito che quella somma sarebbe stata in realtà destinata a Squillante).
- Dinanzi alla possibile apertura di un procedimento disciplinare nei suoi confronti, Coiro aveva rilasciato dichiarazioni polemiche in cui sosteneva di non essere "disposto a farsi giudicare", minacciando di dimettersi dalla magistratura.

Nell'ambito del procedimento disciplinare, Coiro è difeso dal procuratore capo di Palermo Gian Carlo Caselli. Il 9 luglio 1996 la prima commissione referente del CSM propone al plenum il trasferimento di Coiro per incompatibilità funzionale (e non per incompatibilità ambientale): la proposta, avanzata da Franco Franchi, membro laico in quota Alleanza Nazionale, riceve il voto favorevole di Giuseppe Gennaro (Unicost), Antonio Patrono (Magistratura indipendente) e Vladimiro Zagrebelsky (Movimenti riuniti); contrario Sandro Pennasilico (Md) e astenuto Carlo Federico Grosso (laico in quota Partito Democratico della Sinistra). Tuttavia, il plenum non si esprime sulla vicenda poiché Coiro decide frattanto di lasciare la procura.

### Direttore del DAP
Assume infatti l'incarico di direttore del Dipartimento dell'amministrazione penitenziaria, su nomina del ministro di grazia e giustizia Giovanni Maria Flick.
Il 12 settembre 1996 Coiro lascia la procura di Roma per assumere la direzione del DAP; in tale veste istituisce il Gruppo operativo mobile e cerca di risolvere il problema dei bambini con madri detenute, predispondendo a loro favore strutture prive di sbarre.
Muore a Roma, colpito da un ictus, il 23 giugno 1997; due giorni dopo, presso la Basilica del Sacro Cuore di Cristo Re, vengono celebrati i funerali di Stato.
Il 2 gennaio 1998, Vittorio Sgarbi, nel corso del programma televisivo Sgarbi quotidiani su Canale 5, rilascia dichiarazioni gravemente lesive della reputazione di Ilda Boccassini, sostenendo che Coiro sarebbe «stato ucciso» e che sarebbe «morto di crepacuore»; il magistrato milanese intenta un'azione legale nei confronti del deputato forzista.